# Licht und Schatten (Karat)
Licht und Schatten ist ein Album der deutschen Rockgruppe Karat aus dem Jahr 2003. Es ist das letzte Album, auf dem Karat mit Herbert Dreilich zu hören ist.

## Inhalt
Licht und Schatten besteht hauptsächlich aus liedhafter, melodischer Rockmusik, die vorwiegend romantische (zum Beispiel in Denn dein Lächeln, Denn ich hab’ dich und Soweit der Wind) oder nachdenkliche, philosophische Themen (zum Beispiel in Alles vergänglich, Der Stich den man spürt, Zum Glück oder Wer weiß) verarbeitet. In dem gitarrenlastigen Lied Unterwegs nach Haus #2 greift die Band zahlreiche alte Songtitel ihrer Diskografie auf und schafft damit eine Art Abhandlung ihrer eigenen Geschichte („Sah den blauen Planeten beinah untergeh’n, musste meinen Stand vertreten, über sieben Brücken geh’n. Ich liebe jede Stunde, ließ den Schwanenkönig aus, zählte täglich meine Pfunde und war immer unterwegs nach Haus.“). Der letzte Song der CD, Someone got hurt, auf dem nur Dreilichs Gesang, begleitet von einer akustischen Gitarre zu hören ist, ist der erste englischsprachige Titel, der von Karat veröffentlicht wurde. Der Titel, der in den frühen 1980er Jahren entstand, sollte die Grundlage für den Karat-Hit Kalter Rauch liefern, der auf dem Album Die sieben Wunder der Welt von 1984 erschien. Als Bonustitel enthält Licht und Schatten die Remakes der beiden größten Karat-Hits Über sieben Brücken mußt du gehn und Der blaue Planet.
Das Album erschien neben der herkömmlichen Version im Jewel Case auch in einer limitierten Sammleredition im Digipack. Außerdem sind einige fehlbedruckte CDs in Umlauf gekommen, bei denen statt Licht und Schatten der Titel Soweit der Wind auf dem Label des Tonträgers erschien. Im Veröffentlichungsjahr wurden nur etwa 5.000 Exemplare im Handel abgesetzt.
Als Single wurde Soweit der Wind ausgekoppelt.

## Besetzung
- Herbert Dreilich (Gesang)
- Martin Becker (Keyboards)
- Bernd Römer (Gitarre)
- Michael Schwandt (Schlagzeug, Perkussion)
- Christian Liebig (Bassgitarre)

- Carsten Mohren (Keyboard, Programming)

## Titelliste
1. Zeitdiebe (Biebl/Dreilich) (3:25)
2. Unterwegs nach Haus #2 (Dreilich/Dreilich) (3:18)
3. Zum Glück (Dreilich/Dreilich) (3:07)
4. Denn dein Lächeln (Dreilich/Dreilich) (4:38)
5. Aus der Ferne (Dreilich/Dreilich) (3:43)
6. Denn ich hab’ dich (Beathoven/Dreilich) (4:20)
7. Der Stich den man spürt (Beathoven/Dreilich) (5:36)
8. Soweit der Wind (Dreilich/Dreilich) (3:46)
9. Alles vergänglich (Dreilich/Dreilich) (4:03)
10. Über sieben Brücken (Swillms/Richter) (4:55) (Remake)
11. Der blaue Planet (Swillms/Kaiser) (4:39) (Remake)
12. Wer weiß (Dreilich/Dreilich) (4:23)
13. Zwei Wege (Dreilich/Dreilich) (4:12)
14. Someone Got Hurt (Dreilich/unbekannt) (1:13)